# Ковачевич, Радослав
Радослав Ковачевич (серб. Радослав Ковачевић; 10 марта 1919, Средня-Добриня — июль 1942, Тьентиште) — югославский партизан, участник Народно-освободительной войны Югославии. Народный герой Югославии.

## Биография
Родился 10 марта 1919 года в селе Средня-Добриня близ Ужички-Пожеги. Родом из семьи земледельцев. Окончил в родном селе начальную школу, а в Ужичке-Пожеге — гимназию. После окончания гимназии собирался поступить в Белградский университет на юридический факультет, однако был призван в армию.
6 апреля 1941 года Германия напала на Югославию, и Радослав впервые вступил в бой с немцами. После разгрома Югославской королевской армии и капитуляции страны Югославия была расколота на несколько частей, самой крупной из которых стало Независимое государство Хорватия. Не желая сдаваться в плен, Радослав бежал в родное село, стремясь укрыться от немцев. 22 сентября 1941 года югославские партизаны освободили Ужичку-Пожегу, и Радослав вскоре вступил в ряды партизан, войдя во 2-ю Пожескую партизанскую роту Ужицкого партизанского отряда. Совершил марш-бросок на Любовию, а в бой вступил впервые 18 ноября 1941 года на горе Равной против войск чётников Дражи Михайловича (битва продолжалась до 20 ноября). Также он участвовал в бою близ села Праняна, где партизаны-бомбаши обстреливали позиции чётников.
В конце ноября со своей ротой Радослав вступил в бои с немцами против 342-й дивизии близ Валево, Трешници и Каране, а также участвовал в обороне Ужице. В составе Ужицкого партизанского батальона в Санджаке он продолжал бои до 1 марта 1942 года, когда была образована 2-я пролетарская ударная бригада. В той бригаде Радослав возглавил 1-й Ужицкий батальон, которым руководил до своей гибели в июле 1942 года. Незадолго до своей смерти был принят в Компартию Югославии.
В июне 1942 года его батальон вёл упорные бои в Герцеговине близ Живни и Гацко. В составе 200 человек батальон стойко держал оборону против объединённых сил итальянцев и чётников общей численностью около 6 тысяч человек. Он оборонял Живну с трёх сторон, а Радослав чётко руководил обороной села и лично давал указания бойцам. Во время отступления Радослав был тяжело ранен, а после месячной агонии скончался в селе Тьентиште.
Звание Народного героя ему было присвоено посмертно 20 июля 1951 года.